# Micheu Chapduelh
Micheu Chapduelh (Agonac, Dordonya, 1947) és un escriptor i cantant occità. Ha sigut un dels primers escriptors occitans-llemosins en haver adoptat la grafia occitana normalitzada. Participa en la revista Lo Leberaubre consagrada a la literatura fantàstica amb Jan Dau Melhau. La seva obra és plena d'humor negre i de fantasia. Ha escrit cançons per a Joan-Pau Verdier. També ha presidit molt temps Novelum, la secció perigordiana de l'Institut d'Estudis Occitans.

## Obres
- Lo còr e las dents (poemes, Traces, 1969)
- La formation des mots dans le dialecte nord-occitan du Périgord (Universitat de Bordeus, 1969)
- L'Òme, pas mai (poemes, Lemouzi 1970)
- L'emplumat (poemes, Chas l'autor, 1971)
- Lo chen en Lemosin (Estudi, Escòla Occitana d'Estiu, 1978)
- Quand las bèstias parlan... (Estudi bilingüe sobre els mimologismes, amb disc, Novelum-IEO 24, 1978)
- De temps en temps (conte, Novelum IEO-pròsa, 1973, A Tots, 1981)
- La segonda luna (conte A Tots, 1980)
- L'Arquibaunobiliconofatz (en col·laboració, Novelum, amb caisseta, A Tots, 1983)
- Beure e minjar lo país (assaig en francès Novelum IEO 24, 1987)
- Cuisine paysanne en Périgord (Receptes, L'Ostal del Libre, Orlhac, Col·lecció "escapades", 1994)
- Grizzly-John e autres contes (contes moderns, A Tots, 1997)
- Coleras (Cròniques, IEO, col·lecció "Ensages", 1997)
- Chançons (enregistrades per Joan-Pau Verdier, Gui Broglia, Didier Duponteix, Joan-Francès Latornaria, Peiraguda, Perlinpinpin fòlc ...)